# Petizione al Re
Petition to the King (in italiano Petizione al Re) fu un documento inviato a Re Giorgio III dal Primo congresso continentale nel 1774, con la richiesta di abrogare le Leggi intollerabili. Il rifiuto della petizione da parte del Re fu una delle cause della successiva Dichiarazione d'indipendenza degli Stati Uniti d'America e della Guerra d'Indipendenza americana. Il Congresso Continentale tentava di risolvere il conflitto senza ricorrere alla guerra.

## Antefatti
Dopo la fine della Guerra dei sette anni nel teatro del Nord America (nota come Guerra franco-indiana) nel 1763, i rapporti tra le Tredici colonie e la Gran Bretagna si erano deteriorati. Poiché la guerra aveva fatto sprofondare il governo britannico in un forte indebitamento, il Parlamento aveva emanato una serie di misure per aumentare le entrate fiscali provenienti dalle colonie. Queste leggi, come lo Stamp Act del 1765 e i Townshend Acts del 1767, erano viste come mezzi legittimi per raccogliere i tributi necessari a saldare il quasi raddoppio del debito britannico derivante dalla guerra.
Tuttavia, molti coloni nelle Americhe elaborarono una concezione diversa del loro ruolo all'interno dell'Impero britannico. In particolare, poiché le colonie non erano direttamente rappresentate in Parlamento, i coloni sostenevano che il Parlamento non avesse alcun diritto di imporre loro tasse. Dopo che i coloni distrussero migliaia di sterline di tè tassato dai britannici durante il Boston Tea Party, il Parlamento approvò i Coercive Acts nel 1774, per punire le colonie delle loro azioni. Questi Atti punitivi furono fortemente osteggiati dai coloni, portando il neocostituito Congresso Continentale a cercare un rimedio con Re Giorgio III, nel tentativo di giungere a una comprensione comune.

## Bozza del documento
(Primo congresso continentale, 1 ottobre 1774)
Il 1º ottobre 1774, in risposta al peggioramento delle relazioni tra le colonie americane e la Gran Bretagna, il Primo Congresso Continentale decise di preparare una dichiarazione a re Giorgio III di Gran Bretagna. L'obiettivo dell'indirizzo era quello di persuadere il re a revocare politiche impopolari come i Coercive Acts, che furono imposte alle colonie dal Parlamento britannico. Il comitato incaricato di preparare l'indirizzo era composto da Richard Henry Lee, John Adams, Thomas Johnson, Patrick Henry e John Rutledge, con Lee nominato presidente del comitato.
(Primo congresso continentale, 5 ottobre 1774)
Il 5 ottobre 1774, il Congresso tornò nuovamente sull'argomento, sottolineando al comitato che il documento doveva assicurare al Re che a seguito della revoca di successo dei Coercive Acts, le Colonie avrebbero ripristinato le relazioni favorevoli con la Gran Bretagna.

## Contenuto

### Introduzione
Presentazione delle colonie e la natura del documento
Most Gracious Sovereign: We, your Majesty's faithful subjects of the Colonies of New-Hampshire, Massachusetts Bay, Rhode-Island and Providence Plantations, Connecticut, New-York, New-Jersey, Pennsylvania, the Counties of New-Castle, Kent, and Sussex, on Delaware, Maryland, Virginia, North Carolina, and South Carolina, in behalf of ourselves and the inhabitants of those Colonies who have deputed us to represent them in General Congress, by this our humble Petition, beg leave to lay our Grievances before the Throne.»
Sovrano Clementissimo: Noi, fedeli sudditi di Vostra Maestà delle Colonie di New Hampshire, Massachusetts Bay, Rhode Island e Piantagioni di Providence, Connecticut, New York, New Jersey, Pennsylvania, delle Contee di New Castle, Kent e Sussex sul Delaware, Maryland, Virginia, Carolina del Nord e Carolina del Sud, a nome nostro e degli abitanti di quelle Colonie che ci hanno delegati a rappresentarli nel Congresso Generale, con la presente umile Petizione, chiediamo il permesso di presentare le nostre Lamentele al Trono.»

### Lista delle lamentele
Espone le rimostranze che le Colonie chiedono a Re Giorgio III di sanare:
The authority of the Commander-in-Chief, and under him of the Brigadiers General has, in time of peace, been rendered supreme in all the Civil Governments in America.
The Commander-in-chief of all your Majesty's Forces in North America, has, in time of peace, been appointed Governour of a Colony.
The charges of usual offices have been greatly increased; and new, expensive, and oppressive offices have been multiplied.
The Judges of Admiralty and Vice Admiralty Courts are empowered to receive their salaries and fees from the effects condemned by themselves.
The Officers of the Customs are empowered to break open and enter houses, without the authority of any Civil Magistrate, founded on legal information.
The Judges of Courts of Common Law have been made entirely dependent on one part of the Legislature for their salaries, as well as for the duration of their commissions.
Counsellors, holding their commissions during pleasure, exercise Legislative authority.
Humble and reasonable Petitions from the Representatives of the People, have been fruitless.
The Agents of the People have been discountenanced, and Governours have been instructed to prevent the payment of their salaries.
Assemblies have been repeatedly and injuriously dissolved.
Commerce has been burthened with many useless and oppressive restrictions.
By several Acts of Parliament made in the fourth, fifth, sixth, seventh, and eighth years of your Majesty's Reign, Duties are imposed on us for the purpose of raising a Revenue; and the powers of Admiralty and Vice Admiralty Courts are extended beyond their ancient limits, whereby our property is taken from us without our consent; the trial by jury, in many civil cases, is abolished; enormous forfeitures are incurred for slight offences; vexatious informers are exempted from paying damages, to which they are justly liable, and oppressive security is required from owners before they are allowed to defend their right.
Both Houses of Parliament have resolved, that Colonists may be tried in England for offences alleged to have been committed in America, by virtue of a Statute passed in the thirty-fifth year of Henry the Eighth, and, in consequence thereof, attempts have been made to enforce that Statute.
A Statute was passed in the twelfth year of your Majesty's Reign, directing that persons charged with committing any offence therein described, in any place out of the Realm, may be indicted and tried for the same in any Shire or County within the Realm, whereby the inhabitants of these Colonies may, in sundry cases, by that Statute made capital, be deprived of a trial by their peers of the vicinage.
In the last sessions of Parliament an Act was passed for blocking up the Harbour of Boston; another empowering the Governour of the Massachusetts Bay to send persons indicted for murder in that Province, to another Colony, or even to Great Britain, for trial, whereby such offenders may escape legal punishment; a third for altering the chartered Constitution of Government in that Province; and a fourth for extending the limits of Quebec, abolishing the English and restoring the French laws, whereby great numbers of British Freemen are subjected to the latter, and establishing an absolute Government and the Roman Catholick Religion throughout those vast regions that border on the Westerly and Northerly boundaries of the free Protestant English settlements; and a fifth, for the better providing suitable Quarters for Officers and Soldiers in his Majesty's service in North America.»
L'autorità del Comandante in capo, e sotto di lui dei Generali di brigata, è stata resa suprema in tutti i Governi civili in America, in tempo di pace.
Il Comandante in capo di tutte le forze di Vostra Maestà in Nord America è stato nominato Governatore di una Colonia, in tempo di pace.
Le spese degli uffici abituali sono state notevolmente aumentate e sono stati moltiplicati nuovi uffici, costosi e oppressivi.
I giudici dei tribunali dell'Ammiragliato e del Vice Ammiragliato sono stati autorizzati a ricevere i loro stipendi e le loro tasse dalle proprietà da loro stessi condannate.
Gli ufficiali delle Dogane sono stati autorizzati a sfondare ed entrare nelle case, senza l'autorità di alcun magistrato civile basata su informazioni legali.
I giudici dei tribunali di diritto comune sono stati resi completamente dipendenti da una parte della legislatura per i loro stipendi, nonché per la durata dei loro incarichi.
I consiglieri, che detengono i loro incarichi a piacimento, esercitano l'autorità legislativa.
Le umili e ragionevoli Petizioni dei rappresentanti del popolo sono state infruttuose.
Gli agenti del Popolo sono stati scoraggiati e ai Governatori è stato ordinato di impedire il pagamento dei loro stipendi.
Le Assemblee sono state ripetutamente e ingiuriosamente sciolte.
Il commercio è stato gravato da molte restrizioni inutili e oppressive.
Con diversi Atti del Parlamento emanati nel quarto, quinto, sesto, settimo e ottavo anno del regno di Vostra Maestà, ci sono state imposte tasse allo scopo di raccogliere entrate; e i poteri dei Tribunali dell'Ammiragliato e del Vice Ammiragliato sono stati estesi oltre i loro antichi limiti, con il che la nostra proprietà ci viene tolta senza il nostro consenso; il processo con giuria, in molti casi civili, è abolito; vengono imposte enormi confische per lievi infrazioni; agli informatori molesti è concessa l'esenzione dal pagamento dei danni, ai quali sono giustamente tenuti, e agli proprietari viene richiesta una cauzione oppressiva prima di poter difendere i propri diritti.
Entrambe le Camere del Parlamento hanno deciso che i Coloni possano essere processati in Inghilterra per reati presumibilmente commessi in America, in virtù di uno Statuto approvato nel trentacinquesimo anno di Enrico VIII, e, di conseguenza, sono stati fatti tentativi per imporre tale Statuto.
Nel dodicesimo anno del Regno di Vostra Maestà fu approvato uno Statuto che disponeva che le persone accusate di aver commesso qualsiasi reato ivi descritto, in qualsiasi luogo al di fuori del Regno, potessero essere accusate e processate per lo stesso in qualsiasi contea o contado all'interno del Regno, per cui gli abitanti di queste Colonie, in vari casi resi capitali da quello Statuto, potrebbero essere privati del giudizio dei loro pari del vicinato.
Nell'ultima sessione del Parlamento è stata approvata una legge per bloccare il porto di Boston; un'altra che autorizza il Governatore della Provincia della baia del Massachusetts a inviare in un'altra Colonia, o addirittura in Gran Bretagna, per il processo, le persone accusate di omicidio in quella Provincia, per cui tali trasgressori potrebbero sfuggire alla punizione legale; una terza per modificare la Costituzione statutaria del Governo in quella Provincia; e una quarta per estendere i confini del Quebec, abolendo le leggi inglesi e ripristinando quelle francesi, con cui un gran numero di sudditi britannici liberi vengono sottomessi a queste ultime, e stabilendo un Governo assoluto e la Religione Cattolica Romana in tutte quelle vaste regioni che confinano con i confini occidentali e settentrionali degli insediamenti protestanti inglesi liberi; e una quinta per provvedere meglio a quartieri adeguati per gli ufficiali e i soldati al servizio di Sua Maestà in Nord America.»

### Motivi per avere attenzione
Si espongono i motivi per cui le suddette rimostranze sono considerate di tale importanza da giustificare un appello alla monarchia:
From this destructive system of Colony Administration, adopted since the conclusion of the last war, have flowed those distresses, dangers, fears, and jealousies, that overwhelm your Majesty's dutiful Colonists with affliction; and we defy our most subtle and inveterate enemies to trace the unhappy differences between Great Britain and these Colonies, from an earlier period, or from other causes than we have assigned. Had they proceeded on our part from a restless levity of temper, unjust impulses of ambition, or artful suggestions of seditious persons, we should merit the opprobrious terms frequently bestowed upon us by those we revere. But so far from promoting innovations, we have only opposed them; and can be charged with no offence, unless it be one to receive injuries and be sensible of them.
Had our Creator been pleased to give us existence in a land of slavery, the sense of our condition might have been mitigated by ignorance and habit. But, thanks be to his adorable goodness, we were born the heirs of freedom, and ever enjoyed our right under the auspices of your Royal ancestors, whose family was seated on the British Throne to rescue and secure a pious and gallant Nation from the Popery and despotism of a superstitious and inexorable tyrant. Your Majesty, we are confident, justly rejoices that your title to the Crown is thus founded on the title of your people to liberty; and, therefore, we doubt not but your royal wisdom must approve the sensibility that teaches your subjects anxiously to guard the blessing they received from Divine Providence, and thereby to prove the performance of that compact which elevated the illustrious House of Brunswick to the imperial dignity it now possesses.
The apprehension of being degraded into a state of servitude, from the pre-eminent rank of English freemen, while our minds retain the strongest love of liberty, and clearly foresee the miseries preparing for us and our posterity, excites emotions in our breasts which, though we cannot describe, we should not wish to conceal. Feeling as men, and thinking as subjects, in the manner we do, silence would be disloyalty. By giving this faithful information, we do all in our power to promote the great objects of your Royal cares, the tranquillity of your Government, and the welfare of your people.
Duty to your Majesty, and regard for the preservation of ourselves and our posterity, the primary obligations of nature and of society, command us to entreat your Royal attention; and, as your Majesty enjoys the signal distinction of reigning over freemen, we apprehend the language of freemen cannot be displeasing. Your Royal indignation, we hope, will rather fall on those designing and dangerous men, who, daringly interposing themselves between your Royal person and your faithful subjects, and for several years past incessantly employed to dissolve the bonds of society, by abusing your Majesty's authority, misrepresenting your American subjects, and prosecuting the most desperate and irritating projects of oppression, have at length compelled us, by the force of accumulated injuries, too severe to be any longer tolerable, to disturb your Majesty's repose by our complaints.
These sentiments are extorted from hearts that much more willingly would bleed in your Majesty's service. Yet, so greatly have we been misrepresented, that a necessity has been alleged of taking our property from us without our consent, "to defray the charge of the administration of justice, the support of Civil Government, and the defence, protection, and security of the Colonies." But we beg leave to assure your Majesty that such provision has been and will be made for defraying the two first artiticles [sic], as has been and shall be judged by the Legislatures of the several Colonies just and suitable to their respective circumstances; and, for the defence, protection, and security of the Colonies, their Militias, if properly regulated, as they earnestly desire may immediately be done, would be fully sufficient, at least in times of peace; and, in case of war, your faithful Colonists will be ready and willing, as they ever have been, when constitutionally required, to demonstrate their loyalty to your Majesty, by exerting their most strenuous efforts in granting supplies and raising forces.[8]
Yielding to no British subjects in affectionate attachment to your Majesty's person, family, and Government, we too dearly prize the privilege of expressing that attachment by those proofs that are honourable to the Prince who receives them, and to the People who give them, ever to resign it to any body of men upon earth.
Had we been permitted to enjoy, in quiet, the inheritance left us by our forefathers, we should, at this time, have been peaceably, cheerfully, and usefully employed in recommending ourselves, by every testimony of devotion, to your Majesty, and of veneration to the state, from which we derive our origin. But though now exposed to unexpected and unnatural scenes of distress by a contention with that Nation in whose parental guidance on all important affairs, we have hitherto, with filial reverence, constantly trusted, and therefore can derive no instruction in our present unhappy and perplexing circumstances from any former experience; yet, we doubt not, the purity of our intention, and the integrity of our conduct, will justify us at that grand tribunal before which all mankind must submit to judgment.
We ask but for Peace, Liberty, and Safety. We wish not a diminution of the prerogative, nor do we solicit the grant of any new right in our favour. Your Royal authority over us, and our connection with Great Britain, we shall always carefully and zealously endeavour to support and maintain.»
Da questo sistema distruttivo di Amministrazione Coloniale, adottato dalla conclusione dell'ultima guerra, sono scaturite quelle angosce, quei pericoli, quei timori e quelle gelosie che sommergono di afflizione i docili Coloni di Vostra Maestà; e sfidiamo i nostri nemici più subdoli e inveterati a rintracciare le infelici differenze tra la Gran Bretagna e queste Colonie, da un periodo precedente o da altre cause diverse da quelle che abbiamo assegnato. Se da parte nostra fossero derivate da una irrequieta frivolezza di carattere, da ingiusti impulsi di ambizione o da astute suggestioni di persone sediziose, meriteremmo i termini obbrobriosi che ci vengono spesso attribuiti da coloro che riveriamo. Ma lungi dal promuovere innovazioni, ci siamo solo opposti ad esse; e non possiamo essere accusati di alcun reato, a meno che non lo sia quello di ricevere ingiustizie e di esserne consapevoli.
Se il nostro Creatore avesse voluto darci l'esistenza in una terra di schiavitù, il senso della nostra condizione avrebbe potuto essere mitigato dall'ignoranza e dall'abitudine. Ma, grazie alla sua adorabile bontà, siamo nati eredi della libertà, e abbiamo sempre goduto del nostro diritto sotto gli auspici dei vostri antenati reali, la cui famiglia fu insediata sul Trono Britannico per salvare e proteggere una Nazione pia e galante dal papismo e dal dispotismo di un tiranno superstizioso e inesorabile. Vostra Maestà, ne siamo fiduciosi, si rallegra giustamente che il vostro titolo alla Corona sia così fondato sul diritto del vostro popolo alla libertà; e, pertanto, non dubitiamo che la vostra saggezza reale debba approvare la sensibilità che insegna ai vostri sudditi a custodire con ansia la benedizione ricevuta dalla Divina Provvidenza, e a dimostrare così l'adempimento del patto che elevò l'illustre Casa di Brunswick alla dignità imperiale che ora possiede.
Il timore di essere degradati a uno stato di servitù, dal rango preminente di uomini liberi inglesi, mentre le nostre menti conservano il più forte amore per la libertà e prevedono chiaramente le miserie che si preparano per noi e per la nostra posterità, suscita nel nostro petto emozioni che, pur non potendo descrivere, non vorremmo nascondere. Sentendo come uomini e pensando come sudditi, nel modo in cui lo facciamo, il silenzio sarebbe slealtà. Con l'atto di fornire queste informazioni fedeli, facciamo tutto il possibile per promuovere i grandi obiettivi delle vostre cure Reali, la tranquillità del vostro Governo e il benessere del vostro popolo.
Il dovere verso Vostra Maestà e il rispetto per la conservazione di noi stessi e della nostra posterità, i primi obblighi della natura e della società, ci comandano di sollecitare la vostra Regia attenzione; e, poiché Vostra Maestà gode la singolare distinzione di regnare su uomini liberi, apprendiamo che il linguaggio degli uomini liberi non può essere sgradito. La vostra Regia indignazione, speriamo, ricadrà piuttosto su quegli uomini astuti e pericolosi che, osando frapporsi tra la vostra Persona Reale e i vostri fedeli sudditi, e da diversi anni costantemente impiegati a dissolvere i vincoli della società, abusando dell'autorità di Vostra Maestà, travisando i vostri sudditi americani e perseguendo i più disperati e irritanti progetti di oppressione, ci hanno alla fine costretto, per la forza di accumulate ingiustizie, troppo gravi per essere ancora tollerabili, a turbare il riposo di Vostra Maestà con le nostre lamentele.
Questi sentimenti sono estorti da cuori che molto più volentieri sanguinerebbero al servizio di Vostra Maestà. Tuttavia, siamo stati così gravemente travisati che si è ritenuta necessaria la possibilità di sottrarci la nostra proprietà senza il nostro consenso, "per coprire le spese dell'amministrazione della giustizia, il sostegno del Governo Civile e la difesa, la protezione e la sicurezza delle Colonie". Ma chiediamo il permesso di assicurare a Vostra Maestà che tali disposizioni sono state e saranno prese per coprire i primi due articoli [sic], come è stato e sarà giudicato dalle Legislature delle diverse Colonie giusto e adatto alleloro rispettive circostanze; e, per la difesa, la protezione e la sicurezza delle Colonie, le loro Milizie, se opportunamente regolate, come desiderano ardentemente che sia fatto immediatamente, sarebbero pienamente sufficienti, almeno in tempo di pace; e, in caso di guerra, i vostri fedeli Coloni saranno pronti e volenterosi, come lo sono sempre stati, quando costituzionalmente richiesti, a dimostrare la loro lealtà a Vostra Maestà, esercitando i loro sforzi più strenui nel concedere rifornimenti e nel raccogliere truppe.
Non cedendo ad alcun suddito britannico in affettuoso attaccamento alla persona, alla famiglia e al governo di Vostra Maestà, noi apprezziamo troppo il privilegio di esprimere tale attaccamento mediante quelle prove che sono onorevoli per il Principe che le riceve e per il Popolo che le dà, per cederlo mai a qualsiasi corpo di uomini sulla terra.
Se ci fosse stato permesso di godere, in tranquillità, l'eredità lasciataci dai nostri antenati, saremmo stati, in questo momento, pacificamente, allegramente e utilmente impiegati nel raccomandare noi stessi, con ogni testimonianza di devozione, a Vostra Maestà e di venerazione allo Stato, da cui deriviamo la nostra origine. Ma sebbene ora esposti a scene di angoscia inaspettate e innaturali da una contesa con quella Nazione nella cui guida paterna in tutti gli affari importanti, abbiamo finora, con riverenza filiale, costantemente confidato, e quindi non possiamo trarre alcuna istruzione dalle nostre presenti circostanze infelici e perplesse da alcuna precedente esperienza; tuttavia, non dubitiamo che la purezza delle nostre intenzioni e l'integrità della nostra condotta ci giustificheranno davanti a quel grande tribunale davanti al quale tutta l'umanità deve sottomettersi al giudizio.
Chiediamo solo Pace, Libertà e Sicurezza. Non desideriamo una diminuzione della prerogativa, né chiediamo la concessione di alcun nuovo diritto in nostro favore. La vostra Autorità Reale su di noi e la nostra connessione con la Gran Bretagna, ci sforzeremo sempre attentamente e zelantemente di sostenere e mantenere.»

### Conclusione
Si ribadisce l'obiettivo finale della petizione, riaffermando al contempo la lealtà delle Colonie alla monarchia britannica:
Permit us then, most gracious Sovereign, in the name of all your faithful People in America, with the utmost humility, to implore you, for the honour of Almighty God, whose pure Religion our enemies are undermining; for your glory, which can be advanced only by rendering your subjects happy, and keeping them united; for the interests of your family depending on an adherence to the principles that enthroned it; for the safety and welfare of your Kingdoms and Dominions, threatened with almost unavoidable dangers and distresses, that your Majesty, as the loving Father of your whole People, connected by the same bands of Law, Loyalty, Faith, and Blood, though dwelling in various countries, will not suffer the transcendent relation formed by these ties to be farther violated, in uncertain expectation of effects, that, if attained, never can compensate for the calamities through which they must be gained.
We therefore most earnestly beseech your Majesty, that your Royal authority and interposition may be used for our relief, and that a gracious Answer may be given to this Petition.
That your Majesty may enjoy every felicity through a long and glorious Reign, over loyal and happy subjects, and that your descendants may inherit your prosperity and Dominions till time shall be no more, is, and always will be, our sincere and fervent prayer.»
Infatti, appellandoci a quell'Essere che scruta a fondo il cuore delle sue creature, professiamo solennemente che i nostri consigli non sono stati influenzati da nessun altro motivo se non dal timore di una distruzione imminente.
Ci consenta allora, Sovrano clementissimo, in nome di tutto il vostro fedele Popolo in America, con la massima umiltà, di implorarvi, per l'onore dell'Onnipotente Dio, la cui pura Religione i nostri nemici stanno minando; per la vostra gloria, che può essere accresciuta solo rendendo felici i vostri sudditi e mantenendoli uniti; per gli interessi della vostra famiglia che dipendono dall'adesione ai principi che l'hanno portata al trono; per la sicurezza e il benessere dei vostri Regni e Domini, minacciati da pericoli e angosce quasi inevitabili, che Vostra Maestà, come amorevole Padre di tutto il vostro Popolo, collegato dagli stessi vincoli di Legge, Lealtà, Fede e Sangue, sebbene dimori in vari Paesi, non permetterà che la trascendentale relazione formata da questi legami venga ulteriormente violata, nell'incerta attesa di effetti che, anche se raggiunti, non potranno mai compensare le calamità attraverso le quali devono essere ottenuti.
Pertanto, supplichiamo calorosamente Vostra Maestà affinché la vostra autorità e interposizione reale siano utilizzate per il nostro sollievo e che venga data una risposta clemente a questa Petizione.
Che Vostra Maestà possa godere di ogni felicità in un lungo e glorioso Regno, su sudditi leali e felici, e che i suoi discendenti possano ereditare la sua prosperità e i suoi domini fino alla fine dei tempi, è, e sarà sempre, la nostra sincera e fervorosa preghiera.»

### Firme
La prima firma sulla copia ufficiale è quella di Henry Middleton, all'epoca nominato Presidente del Congresso Continentale. Vengono elencati in ordine i cinquantuno firmatari che rappresentavano le Colonie (la Georgia non partecipò).
New-Hampshire: John Sullivan, Nathaniel Folsom

Massachusetts Bay: Thomas Cushing, Samuel Adams, John Adams, Robert Treat Paine

Rhode-Island: Stephen Hopkins, Samuel Ward

Connecticut: Eliphalet Dyer, Roger Sherman, Silas Deane

New-York: Philip Livingston, John Alsop, Isaac Low, James Duane, John Jay, William Floyd, Henry Wisner, Simon Boerum

New-Jersey: William Livingston, John De Hart, Stephen Crane, Richard Smith

Pennsylvania: Edward Biddle, Joseph Galloway, John Dickinson, John Morton, Thomas Mifflin, George Ross, Charles Humphreys

Delaware: Caesar Rodney, Thomas McKean, George Read

Maryland: Matthew Tilghman, Thomas Johnson, William Paca, Samuel Chase

Virginia: Richard Henry Lee, Patrick Henry, George Washington, Edmund Pendleton, Richard Bland, Benjamin Harrison

Carolina del Nord: William Hooper, Joseph Hewes, Richard Caswell

Carolina del Sud: Thomas Lynch, Christopher Gadsden, John Rutledge, Edward Rutledge»

## Approvazione
(Primo congresso continentale, 19 ottobre 1774)
Il 25 ottobre 1774, la petizione fu presentata al Congresso in forma di bozza. Dopo essere stata discussa e formalmente modificata, venne quindi approvata per la trascrizione ufficiale e l'invio in Inghilterra per essere presentata al Re."